# Ilín
Ilín es una isla filipina, perteneciente a la provincia de Mindoro Occidental.

## Toponimia
La isla puede aparecer referida con las grafías «Ilín» e «Ilim».

## Descripción
La isla se halla al sur de la de Mindoro y tiene al sudoeste la de Ambulong. Aparece descrita en el segundo volumen del Diccionario geográfico, estadístico, histórico de las Islas Filipinas (1850) de Manuel Buzeta Núñez y Felipe Bravo con las siguientes palabras:

ILIM: isla adscrita á la prov. de Mindoro; se halla sit. al S. de la misma, entre los 124° 41' long., 124° 47' id., y 12° 7' 30" lat., 12° 17' id.; tiene en su mayor estension 2 ¾ leg. y 1 de ancha, viniendo á ser el término medio de 2 ½ leg. cuadradas: la separa un canal de unas 2 leg. de largo y ¼ id. de ancho de la costa S. O. de Mindoro, y otro de una leg. de largo é igual anchura de la isla de Ambolon, que se halla al S. O. Forma dos ensenadas con la isla de Mindoro, la de Panican al E. y la de Mangarin al N. En esta isla está situado el pueblo de su mismo nombre sobre la costa O., en el fondo de una pequeña rada que forman sus costas. El terreno de esta isla es por lo regular montuoso; mas sin embargo de esto, abunda poco el arbolado. Sus prod. agrícolas son las mismas que damos en ilim (v.)
(Buzeta y Bravo, 1851, pp. 85-86)